# Rimatara

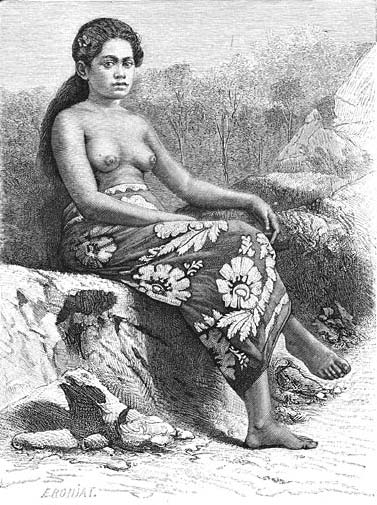
Målning av en Rimataraflicka ca 1887

Rimatara (franska île Rimatara, tidigare Vavitu) är en ö i Franska Polynesien i Stilla havet.

## Geografi
Rimatara ligger i ögruppen Australöarna och ligger ca 550 km sydväst om Tahiti.
Ön har en area om ca 8,6 km² och har ca 900 invånare, huvudorten heter Amaru med ca 300 invånare.
Högsta höjden är den utslocknade vulkanen Mont Uahu med ca 83 m ö.h. och ön omges av ett rev.
Till området räknas även îles Maria-öarna.

## Historia
Rimatara beboddes troligen av polynesier redan på 900-talet. Ön upptäcktes av brittiske Samuel Pinder Henry först 1811.
- 1821 inleddes övergången till kristendom när den engelske pastorn William Henry anlände till ön.
- 1889 blev området ett franskt protektorat.
- 1903 införlivades ön tillsammans med övriga öar inom Franska Polynesien i det nyskapade Établissements Français de l'Océanie (Franska Oceanien).